# کونیتسا
کونیتسا (به لاتین: Konitsa) یک منطقهٔ مسکونی در یونان است که در شهرداری کونیتسا واقع شده‌است.